# Phryneta semicribosa
Phryneta semicribosa là một loài bọ cánh cứng trong họ Cerambycidae.